# Beni Semiel
Beni Semiel è un comune dell'Algeria, situato nella provincia di Tlemcen.